# 戀愛恐懼症 (韓國電視劇)
《戀愛恐懼症》（韓語：러브포비아），為韓國OTT平台U+Mobiletv預計於2025年下半年上線公開的原創韓國劇集。由《漫撕男女》、《戀愛的季節》的王惠玲執導，李世玲執筆劇本，劇情講述一位對愛情持懷疑態度的執行長和一位感性滿分的小說作家，相遇、相知，最終收穫愛情的故事。

## 演員陣容

### 主要人物
- 妍雨 飾演 尹菲雅[1]

因有過創傷，導致菲雅無法與他人相處超過一個小時。與看似即使刺傷也不會流血的冷酷外表不同，其實內心隱藏著傷痛。她與唯一可以信賴的朋友薛在熙，共同開發AI約會應用程式「It’s You」，並擔任執行長。
- 金賢鎮 飾演 韓善浩[1]

韓國最炙手可熱的作家新星，創造了作品出版就能銷售一空的傳奇。但即便是擁有堪比偶像的外貌以及暢銷作家的人氣，內心深處也有著不為人知的傷痛。當尹菲雅出現在陷入危機的善浩面前時，他加入了「It’s You」項目，從此人生開始轉變。
- 趙允敍 飾演 薛在熙[2]

尹菲雅最好的朋友兼商業夥伴。她在營銷、客戶管理和技術檢查等各個領域奔波，是一位多才多藝的人。
- 崔秉燦 飾演 韓白浩[2]

韓善浩的異卵雙胞胎弟弟，也是「HAN」藝人經紀公司的室長。他是典型的追求潮流的男人，由於偶然事件而開始在「It’s You」工作後，與一位意想不到的人交往並開始尋找新的愛情。

### 其他人物
- 林志恩 飾演 梁善愛[3]

尹菲雅的母親。因照顧生病的丈夫而精疲力竭，偶然來到一家圖書館，開始追尋她被遺忘的作家夢。但這只是一瞬間，一場事件的發生震撼了善愛和菲雅的生活，母女倆陷入了巨大的漩渦。
- 李智海（朝鲜语：이지해） 飾演 宋智英[3]

「HAN」藝人經紀公司的作家。早早結婚生子後，全心投入養育孩子，後來才接受成為作家的挑戰。
- 金基楠 飾演 金慶泰[3]

「It’s You」最資深的成員。慶泰是約會軟體界的活見證者，有時會因其不成熟的言論而受到批評，但他是個讓人無法討厭的迷人人物。
- 韓奎敏 飾演 姜山[3]

「It’s You」的智囊，由於他直率的工作態度，贏得了同事的信任。
- 黃荷貞 飾演 洪珠妍[3]

「It’s You」的新進員工，因仰慕菲雅而進入公司。
- 金素夏 飾演 申裕景[3]

「It’s You」的維他命，也是大膽的MZ，想說什麼就說什麼。

## 外部連結
- Daum上《戀愛恐懼症》的資料